# FC Porto B
Futebol Clube do Porto B – drugi zespół portugalskiego klubu piłkarskiego FC Porto grający w drugiej lidze portugalskiej, mający siedzibę w mieście Porto.

## Sukcesy

### Domowe
- LigaPro

mistrzostwo (1) : 2015/2016
wicemistrzostwo (1) : 2013/2014

### Międzynarodowe
- Premier League International Cup

finał (1) : 2014/2015

## Stadion
Domowe mecze klub rozgrywa na stadionie o nazwie Estádio Dr. Jorge Sampaio w Porto, który może pomieścić 8500 widzów.

## Obecny skład
| Nr | Poz. | Piłkarz                                   |
| -- | ---- | ----------------------------------------- |
| 14 | NA   | Marius Mouandilmadji                      |
| 41 | BR   | Ricardo Silva                             |
| 43 | NA   | Majeed Waris                              |
| 44 | OB   | Nahuel Ferraresi (wyp. z Manchester City) |
| 50 | PO   | Fábio Vieira                              |
| 52 | OB   | Diego Landis (wyp. z Desportivo Brasil)   |
| 55 | OB   | Luís Mata                                 |
| 57 | NA   | João Mário                                |
| 64 | PO   | Mor Ndiaye                                |
| 65 | OB   | Diogo Bessa                               |
| 66 | NA   | Ángel Torres                              |
| 67 | NA   | Madi Queta                                |
| 68 | PO   | Rafael Pereira                            |
| 70 | NA   | Christopher Lungoyi                       |
| 71 | BR   | Francisco Meixedo                         |
| 72 | OB   | Rodrigo Pinheiro                          |

| Nr | Poz. | Piłkarz            |
| -- | ---- | ------------------ |
| 73 | OB   | Pedro Justiniano   |
| 75 | NA   | Taddeus Nkeng      |
| 76 | PO   | Boris Enow         |
| 77 | PO   | Vítor Ferreira     |
| 78 | NA   | Gonçalo Borges     |
| 79 | NA   | Tony Djim          |
| 80 | PO   | Rodrigo Valente    |
| 82 | PO   | Diogo Ressurreição |
| 84 | OB   | Levi Faustino      |
| 85 | OB   | Tiago Lopes        |
| 86 | OB   | Gonçalo Brandão    |
| 87 | NA   | Afonso Sousa       |
| 88 | OB   | Musa Yahaya        |
| 98 | NA   | Hélio Papelelé     |
|    | PO   | Emerson Souza      |

## Trenerzy w historii klubu
- Fernando Bandeirinha (1999 – 22 lipca 2000)
- Ilídio Vale (22 lipca 2000 – lipiec 2004)
- Domingos (lipiec 2004 – czerwiec 2005)
- Aloísio (26 czerwca 2005 – 7 maja 2006)
- Rui Gomes (6 czerwca 2012 – 18 maja 2013)
- Luís Castro (6 czerwca 2013–5 marca 2014)
- José Guilherme (6 marca 2014–11 maja 2014)
- Luís Castro (12 maja 2014–)